# Birkenhof (Wurzen)
Birkenhof ist ein Ortsteil der Stadt Wurzen im Landkreis Leipzig in Sachsen.

## Geografie
Der Ortsteil liegt zwischen Wurzen und Kühren-Burkhartshain unmittelbar an der B6. Das Straßendorf ist von Ackerland umgeben. In der Nähe des Dorfes befindet sich der Recyclinghof Wurzen, im benachbarten Mühlbach befindet sich der Mühlteich. 